# Theodor Körner (Bundespräsident)

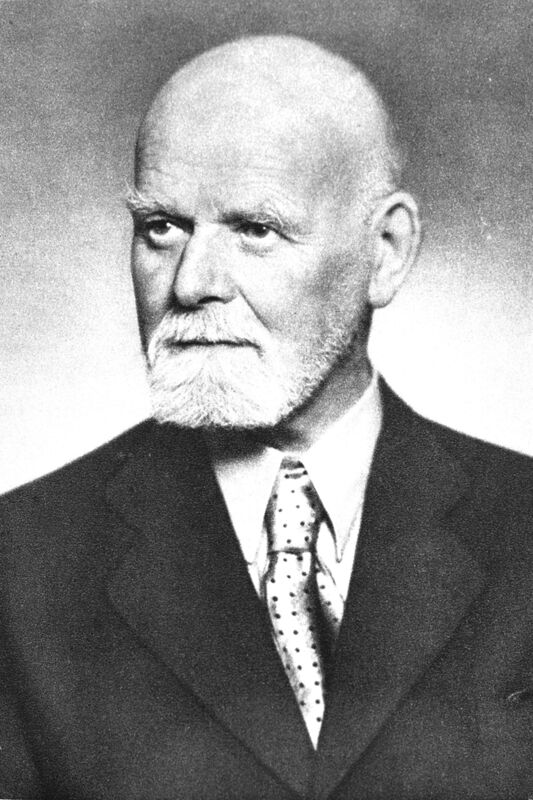
Theodor Körner (1951)

Theodor Körner, von 1900 bis 1919 Edler von Siegringen (* 24. April 1873 in Neu-Szőny bei Komorn, Österreich-Ungarn, heute Teil von Komárom, Ungarn; † 4. Jänner 1957 in Wien), war ein österreichischer General und Politiker (SPÖ). Er war Bürgermeister von Wien (1945–1951) und von 1951 bis 1957 der erste vom Bundesvolk direkt gewählte österreichische Bundespräsident.

## Leben und Karriere
Körners Familie stammte aus Kratzau in Böhmen, wo er mit seinen Geschwistern Rosa und Richard auch aufwuchs. Er war ein Großneffe des Dichters Theodor Körner. Sein Vater war k.u.k. Hauptmann, der zur Zeit seiner Geburt in Komorn stationiert war. Als Gymnasiast besuchte Theodor Körner, wie er 1955 in einem Grußwort zum 100-jährigen Bestehen der Schule anführte, ein Schuljahr lang die k.k. Staats-Realschule Wien 2., Vereinsgasse.

### In der k.u.k. Armee
Ab 1888 besuchte Theodor Körner die Militäroberrealschule der k.u.k. Armee in Mährisch Weißkirchen und anschließend die k.u.k. Technische Militärakademie in der Wiener Stiftskaserne. Diese war von Prinz Eugen schon 1717 gegründet worden und wies somit eine wesentlich längere Tradition als die berühmte Theresianische Militärakademie in Wiener Neustadt auf. Theodor Körner absolvierte dort die sogenannte „Genieabteilung“ und wurde für den Pionierdienst ausgebildet. Bei den 38 Lehrgegenständen konnte er in mehr als der Hälfte der Fächer das Kalkül „vorzüglich“ erreichen. Seine sprachlichen Kenntnisse wurden sehr gut beurteilt. In der Rechtslehre lautete die Note „gut“. Als Klassenbester durfte er sich seinen ersten Dienstort selbst wählen, wobei er sich für Klosterneuburg entschied. Nach der gemeinsam mit seinem Bruder Richard am 18. August 1894 erfolgten Ausmusterung verbrachte er dort seine drei Leutnantsjahre im Truppendienst. Im Herbst 1897 qualifizierte er sich für die Aufnahme in die k.u.k. Kriegsschule, also für die Generalstabsausbildung.
Im selben Jahr rettete er den Wiener Bezirk Meidling vor einer Überschwemmung, indem er mehrere gefährliche Verklausungen der Wien-Zuflüsse persönlich an der Spitze seiner Pioniere beseitigte. Als Belohnung wurde ihm dafür das Militärverdienstkreuz III. Klasse verliehen.
Nach Abschluss der Kriegsschule, die er 1899 mit Rangziffer 28 von 89 Teilnehmern absolviert hatte, wurde der nunmehrige Oberleutnant der 72. Infanteriebrigade in Agram zugeteilt.
1904 wurde Körner in das Telegraphenbüro des Generalstabs versetzt. Inzwischen Hauptmann im Generalstabskorps, wurde ihm die gesamte Neuorganisation des Verbindungswesens der Armee übertragen. Dafür musste eine eigene Zentralstelle für das Telegraphenwesen im Mobilisierungsfalle geschaffen werden. Körner meisterte die Aufgabe bravourös und wurde dafür mit dem Orden der Eisernern Krone III. Klasse ausgezeichnet. 1910 wurde er zum Major befördert. Die Jahre 1908 bis 1910 verbrachte er als Generalstabsoffizier in Mostar, anschließend diente er bei dem ungarischen Infanterieregiment in Leutschau (ung. Löcse). 1912 erfolgte die Berufung als Lehrer für den operativen Generalstabsdienst an die Kriegsschule nach Wien, wo er bis zum Ausbruch des Ersten Weltkrieges verblieb.

#### Kaum genutzter Adelsrang
Als Körners Vater am 9. April 1900 aufgrund der Bestimmungen über den „systemmäßigen Adel“ mit dem Prädikat „Edler von Siegringen“ in den erblichen österreichischen Adelsstand erhoben wurde, waren damit er und seine gesamte Familie berechtigt, das Adelsprädikat als Namenszusatz zu führen. Theodor Körner machte allerdings kaum Gebrauch davon. Wie sein Biograph Eric C. Kollman schreibt, „vergisst“ Körner, diese Standeserhebung seinen Vorgesetzten zu melden, und scheint daher im Militärschematismus hinter seinem Bruder Richard, der nun als Edler von Siegringen genannt ist, einfach als Theodor Körner, Hauptmann auf. Es ist aber nach Kollman unrichtig, dass er das Adelsprädikat nie geführt hat. Doch war es damals, wie das Beispiel von Feldmarschall Conrad und ein von Kollman abgedruckter Brief Körners an den damaligen Oberst Carl von Bardolff zeigt, für Offiziere nicht üblich, sich selbst mit ihren adeligen Namenszusätzen zu bezeichnen. Das Adelsaufhebungsgesetz, das Deutschösterreich im Frühjahr 1919 erließ, beendete solche Zusätze auch juristisch.

#### Erster Weltkrieg

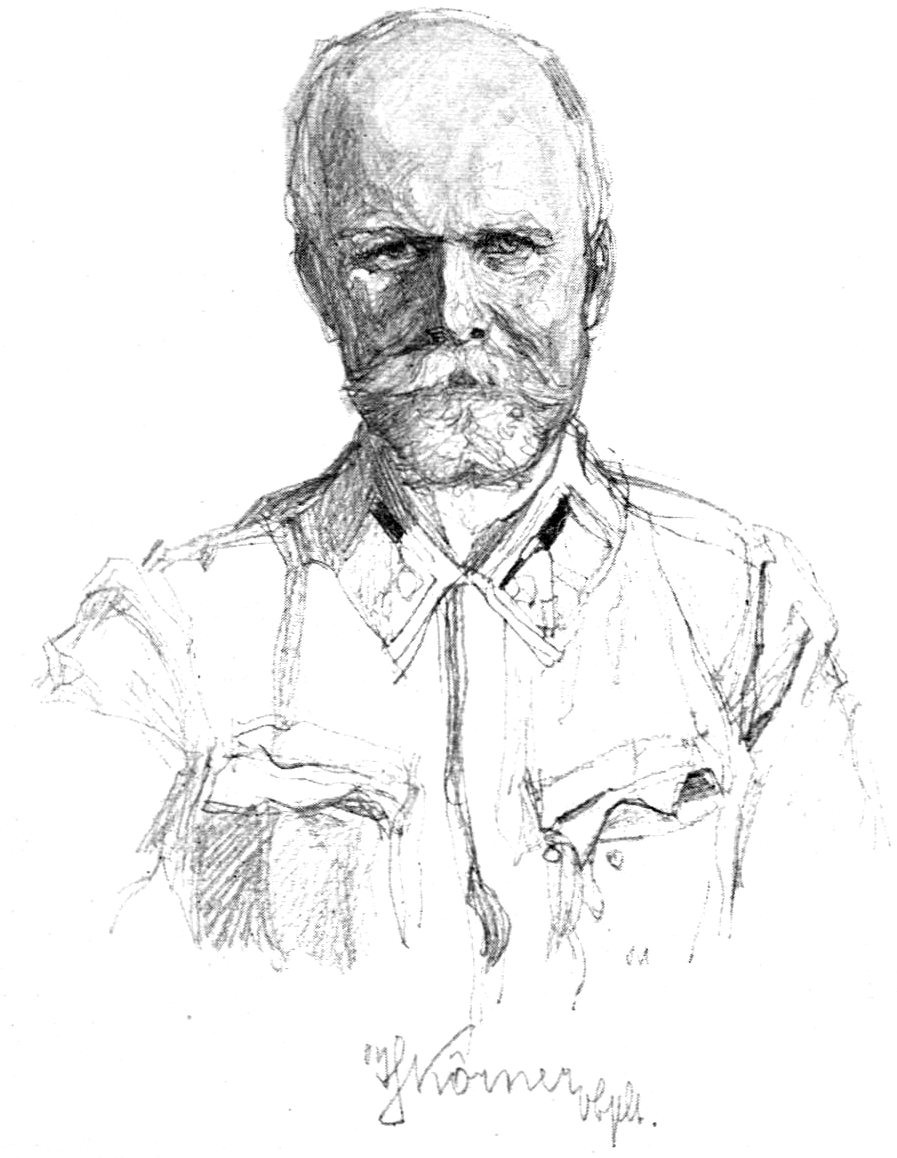
Oberst Körner von Siegringen an der Isonzofront 1916

Im Ersten Weltkrieg wurde Körner zunächst nach Bosnien abkommandiert. Dort sollte er die durch die gescheiterten Offensiven der k.u.k. Armee zersprengten Truppenteile sammeln und neu organisieren. Ein Auftrag, der ihm wenig behagte. Schließlich wurde er in das neue Oberkommando der Balkanstreitkräfte nach Peterwardein versetzt und zum Leiter der Operationsabteilung ernannt. Als sich 1915 der Kriegseintritt Italiens immer deutlicher abzeichnete, konzipierte Körner die Aufmarsch- und Operationspläne für die Verteidigung in den Isonzoschlachten.
Nach Kriegsbeginn am 23. Mai 1915 wurde er – mittlerweile zum Oberst avanciert – zum Generalstabschef des XV. Armeekorps ernannt. Das XV. Armeekorps wurde von Rudolf Stöger-Steiner von Steinstätten kommandiert und hatte einen Gefechtsstreifen von 27 Kilometer Länge vom Krn bis Auzza zu verteidigen. Körner ließ daher sofort umfangreiche Stellungen und ein tiefgestaffeltes Verteidigungssystem errichten. Dasselbe tat er nach der neunten Isonzoschlacht (31. Oktober bis 4. November 1916) als Generalstabschef des VII. Armeekorps, so dass die Front am Isonzo gehalten werden konnte.
Seine Bekanntheit als Offizier im Frontbereich sollte ihm später als Politiker zugutekommen. Seine Vorgesetzten Erzherzog Eugen und Generaloberst Svetozar Boroević von Bojna beantragten für Körner die Verleihung des Ritterkreuzes des Militär-Maria-Theresien-Ordens, was aber durch das IV. Ordenskapitel am 7. März 1921 abgelehnt wurde. Schließlich wurde Körner Ende 1917 noch zum Generalstabschef aller in der nun als 1. Isonzo-Armee zusammengefassten Streitkräfte der Isonzofront ernannt.
Allerdings konnte der mit deutscher Hilfe schließlich erfolgte Durchbruch bei Flitsch-Tolmein und der Vorstoß über den Tagliamento bis an den Piave nichts mehr an der endgültigen Niederlage der Mittelmächte ändern.
Nach dem Waffenstillstand von Villa Giusti vom 3. November 1918 schlug sich Körner mit etwa achtzig Soldaten nach Laibach durch, um der italienischen Gefangenschaft zu entgehen. Dort habe man ihn dann – so Kollman – vor allen Leuten bitterlich weinen sehen.
Sein Bruder Richard Körner, Oberstleutnant des Artilleriestabes, fiel schon 1915. Ihm ist Kollman zufolge der Aufbau der Isonzofront zu verdanken, da er mit nur einem 30,5-cm-Geschütz wiederholt über den Isonzo fuhr und den Aufmarsch der Italiener mehrmals schon im Ansatz zerschlug, indem er den einzigen Entladebahnhof Cormòns immer wieder schwer beschädigte. Bis heute ist diese hervorragende Leistung auch bei Fachleuten weitgehend unbekannt geblieben. Obwohl sich auch Richard Körner damit den Militär-Maria-Theresien-Orden verdient hätte, wurde er im Jahre 1931 posthum lediglich der Goldenen Tapferkeitsmedaille für Offiziere durch das Ordenskapitel für würdig befunden.
Noch als Major war Theodor Körner auch Untersuchungen im Zusammenhang mit der Enttarnung seines Freundes, des Obersten Alfred Redl, ausgesetzt gewesen. Redl wollte von Körner Prüfungsfragen für seinen Neffen, der in Wirklichkeit sein homosexueller Freund war. Da es sich aber nachweislich um Vorjahresfragen handelte, was nicht verboten war, erwiesen sich sämtliche Vorwürfe als gegenstandslos. Im Büro Redls wurde noch ein drei Wochen vor der Enttarnung verschicktes Foto Körners mit der durchaus unverfänglichen Widmung: „In aufrichtiger Verehrung und Dankbarkeit und treuer, warmer Freundschaft“ gefunden, was den zeitlebens habsburgtreuen, hohen Militärgeheimdienstmitarbeiter Maximilian Ronge veranlasste, fälschlicherweise zu verbreiten, auch Körner sei homosexuell.

### Im Heer der Republik
Nach dem Ende des Krieges wurde Körner Leiter des Präsidialbüros des Staatsamtes für Heereswesen der Deutschösterreichischen Volkswehr. In dieser Funktion setzte er sich besonders für die Verteilung der Konsumgüter an die Bevölkerung ein, die noch in beträchtlichen Mengen in den Depots der ehemaligen K.u.k. Armee lagerten.
Beim Aufbau des Bundesheeres fiel ihm unter anderem die schwierige Aufgabe zu, aus knapp zehntausend Freiwilligenmeldungen jene eintausendfünfhundert Offiziere auszuwählen, die im neuen Berufsheer gemäß dem Vertrag von St. Germain dienen durften. Dabei kam es rasch zu starken Gegensätzen zu den jeweiligen christlichsozialen Ministern, insbesondere zu Carl Vaugoin, was 1924 zu Körners Pensionierung führte. Damit war allerdings auch die Beförderung zum General verbunden.

### Sozialdemokratischer Politiker
Im gleichen Jahr (1924) trat Körner der Sozialdemokratischen Arbeiterpartei bei.
Anschließend begann seine Karriere als Politiker. Er wurde Vertreter Wiens im Bundesrat (II., III. und IV. Gesetzgebungsperiode) und betätigte sich als Berater des Republikanischen Schutzbundes, geriet dabei aber in einen Konflikt mit dem Schutzbundführer Alexander Eifler und trat 1930 aus.
Bei Ausbruch des Bürgerkriegs am 12. Februar 1934 wurde er wie viele andere Sozialdemokraten verhaftet, aber am Ende des Jahres unter strengen Auflagen wieder entlassen. Laut Strafakt des Landesgerichts für Strafsachen fußte die Anklage auf dem Straftatbestand § 58 b und c StG. Danach hatte er nur wenig Kontakt zu anderen Sozialdemokraten und beschäftigte sich hauptsächlich mit militärwissenschaftlichen Arbeiten. Mit seinen Clausewitz-Studien versuchte er 1937 mit deutschen Militärkreisen eine Diskussion darüber zu führen, dass ein Krieg gegen die Sowjetunion nicht zu gewinnen sei. In diesem Zusammenhang eignete er sich auch beträchtliche Kenntnisse der russischen Sprache an. Nach dem Bombenattentat gegen Hitler am 20. Juli 1944 wurde er erneut verhaftet, aber bald wieder entlassen, weil man ihm seine tatsächlich bestehenden Kontakte zum Widerstand nicht nachweisen konnte. Körner war zu diesem Zeitpunkt noch dazu nervlich besonders belastet, weil unmittelbar vor seiner Verhaftung nach einer Hausdurchsuchung in der Mahlerstraße 5 durch die Gestapo seine langjährige Lebensgefährtin, Baronin Netka Latscher-Lauendorf (geb. v. Callenberg), die Witwe des ehemaligen Landesverteidigungsministers Julius Freiherr von Latscher-Lauendorf, verstorben war.
Nach dem Ende des Zweiten Weltkrieges wurde er Abgeordneter zum Nationalrat (V. und VI. Gesetzgebungsperiode) und, nachdem viele andere Kandidaten abgesagt hatten, als Bürgermeister von Wien nominiert und am 17. April 1945 vom sowjetischen Stadtkommandanten General Alexej Blagodatow bestätigt. Er löste damit Rudolf Prikryl als Bürgermeister ab, der diese Funktion nur drei Tage bekleidete.
Körner kamen in diesem Amt und jenem des Bundespräsidenten seine Sprachkenntnisse und seine Eigenschaft als ehemaliger General des Bundesheeres, der sich im Ersten Weltkrieg nichts zuschulden kommen ließ und auch im Widerstand tätig war, bei den Verhandlungen mit den Besatzungsmächten sehr zugute. Schließlich ging es in der Nachkriegszeit primär um die Wiedererlangung der Freiheit und Souveränität Österreichs, die mit dem Staatsvertrag von 1955 schließlich erreicht wurde.

### Bundespräsidentschaft
Nach dem Tod Karl Renners 1950 nominierte ihn die SPÖ als Kandidaten für die Bundespräsidentenwahl 1951. In einer Stichwahl am 27. Mai 1951 gewann er unerwartet gegen Heinrich Gleißner, den Kandidaten der ÖVP. Damit war Körner der erste vom Volk gewählte Bundespräsident Österreichs. Er selbst war nicht sonderlich erbaut über den Sieg und seine Schwerhörigkeit machte ihm bereits zu schaffen, aber im Interesse des Staates nahm er sein Amt an. Im Gegensatz zu seiner Amtszeit als Bürgermeister war seine Amtsführung aber weniger schroff.
Da Körner als unkonventionell bekannt war und seine Parteifreunde fürchteten, er könne als Bundespräsident aus der Rolle fallen, bewog ihn Vizekanzler Adolf Schärf, den ambitionierten jungen Diplomaten und späteren Bundeskanzler Bruno Kreisky als Berater in die Präsidentschaftskanzlei aufzunehmen. Kreisky war dort 1951 bis 1953 tätig und mit Körner, den er schon aus der Zeit vor dem Zweiten Weltkrieg kannte, eng befreundet.
Nachdem die Bundesregierung sich über das Budget nicht hatte einigen können und demissioniert hatte, kam es 1953 zu Neuwahlen. In deren Folge verlangte die ÖVP unter der Führung Leopold Figls eine Konzentrationsregierung unter Beteiligung des VdU. Körner weigerte sich jedoch strikt, diese Partei in die Regierung aufzunehmen. Das „dritte Lager“ gelangte erst dreißig Jahre später, in der Bundesregierung Sinowatz, ins Kabinett.

### Tod
Am 28. Juli 1956 erlitt Körner in Mürzsteg einen Schlaganfall mit rechtsseitiger Lähmung und lernte, mit der linken Hand zu schreiben. Als er nach physikalischer Therapie Hans Hoff zeigen wollte, wie gut er wieder gehen könne, sank er am 4. Jänner 1957 plötzlich tot zusammen. Gustinus Ambrosi nahm Körner eine Totenmaske ab.
Körner wurde im offenen Sarg im Festsaal des Wiener Rathauses aufgebahrt und am 10. Jänner 1957 unter Mitwirkung der Wiener Philharmoniker nach einem Trauergeleit über die Ringstraße mit Gedenken vor dem Parlament und nach zweimaliger Einsegnung in der Gruft der österreichischen Bundespräsidenten auf dem Wiener Zentralfriedhof bestattet. „Das Leichenbegängnis sah mehr Menschen auf der Straße als je eines seit dem November 1916, als Kaiser Franz Joseph bestattet worden war.“

## Kuriosa
Körner war bekannt dafür, dass er immer, auch im Winter, im Anzug, aber ohne Hut und Mantel ausging. Ein Hut kam nur bei besonderen zeremoniellen Anlässen zum Einsatz, wenn es unvermeidlich war. Bei offiziellen Reisen per Bahn sprang er als Bundespräsident anfangs aus dem noch fahrenden Zug, da er den auf dem Bahnsteig ausgerollten roten Teppich vermeiden wollte; später hielten ihn seine Berater davon ab.
Bei einer Veranstaltung saß er neben Kardinal Innitzer, der Kardinalspurpur trug. Aus dieser Begegnung soll sein Ausspruch stammen: „Eminenz, diesmal sind Sie der Rote und ich bin der Schwarze.“
Körner wurden homosexuelle Neigungen nachgesagt. Einmal gab es das von Ronge in die Welt gesetzte Gerücht nach Redls Suizid (s. o.). Später entsprachen verschiedene Lebensumstände des sich meist selbst versorgenden lebenslangen Junggesellen nicht unbedingt den damals üblichen Vorstellungen von einem Politiker. Tatsächlich unterhielt er eine langjährige Beziehung zu Antoinette Latscher von Lauendorf und war in höherem Alter, ab etwa 1949, sehr eng mit der 33 Jahre jüngeren, in Kitzbühel verheirateten Beatrix („Trix“) Hartmann-Bolla de Csáford Jobbaháza (1906–1989) befreundet. Über 40 seiner Briefe an die Geliebte und Fotografien aus dieser Zeit wurden von Trix’ Tochter Chérica Schreyer-Hartmann, die über diese Beziehung des „roten Kaisers“ 2009 ein Buch publizierte, der Österreichischen Nationalbibliothek verkauft und sind dort öffentlich zugänglich.

## Auszeichnungen (Auswahl)
- Bosnisch-Hercegovinische Erinnerungsmedaille
- Militär-Jubiläumskreuz 1908
- Militär-Jubiläumsmedaille 1898
- Militärverdienstkreuz III. Klasse
- Militärverdienstkreuz III. Klasse, Kriegsdekoration mit Schwertern
- Orden der Eisernen Krone Ritter III. Klasse, Kriegsdekoration mit Schwertern
- Leopold-Orden Ritterkreuz, Kriegsdekoration mit Schwertern
- Orden der Eisernen Krone Ritter II. Klasse, Kriegsdekoration mit Schwertern
- Militärverdienstkreuz II. Klasse, Kriegsdekoration mit Schwertern
- 1945: Ehrendoktor der Technischen Universität Wien
- 1948: Ehrenbürger der Stadt Wien
- 1952: Groß-Stern des Ehrenzeichens für Verdienste um die Republik Österreich
- 1956: Sonderstufe des Großkreuzes des Verdienstordens der Bundesrepublik Deutschland

## Schriften
- Ilona Duczynska (Hrsg. und kommentiert): Theodor Körner. Auf Vorposten. Ausgewählte Schriften 1928–1938. Europaverlag, Wien 1977, ISBN 3-203-50617-3.
- Theodor Körner: Denkschrift über das Heerwesen der Republik. Verlag des Militärverbandes, Wien 1924.